# Università di Breslavia
L'Università di Breslavia si trova al centro del più grande complesso barocco della città, costituito dall'antico Collegio e dalla Chiesa dei Gesuiti.

## Storia e descrizione

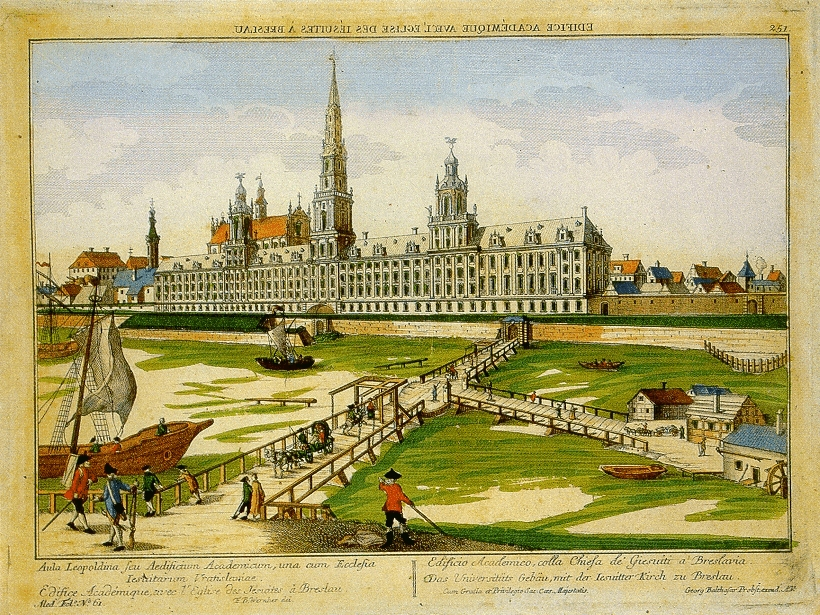
Il progetto iniziale dell'Università.

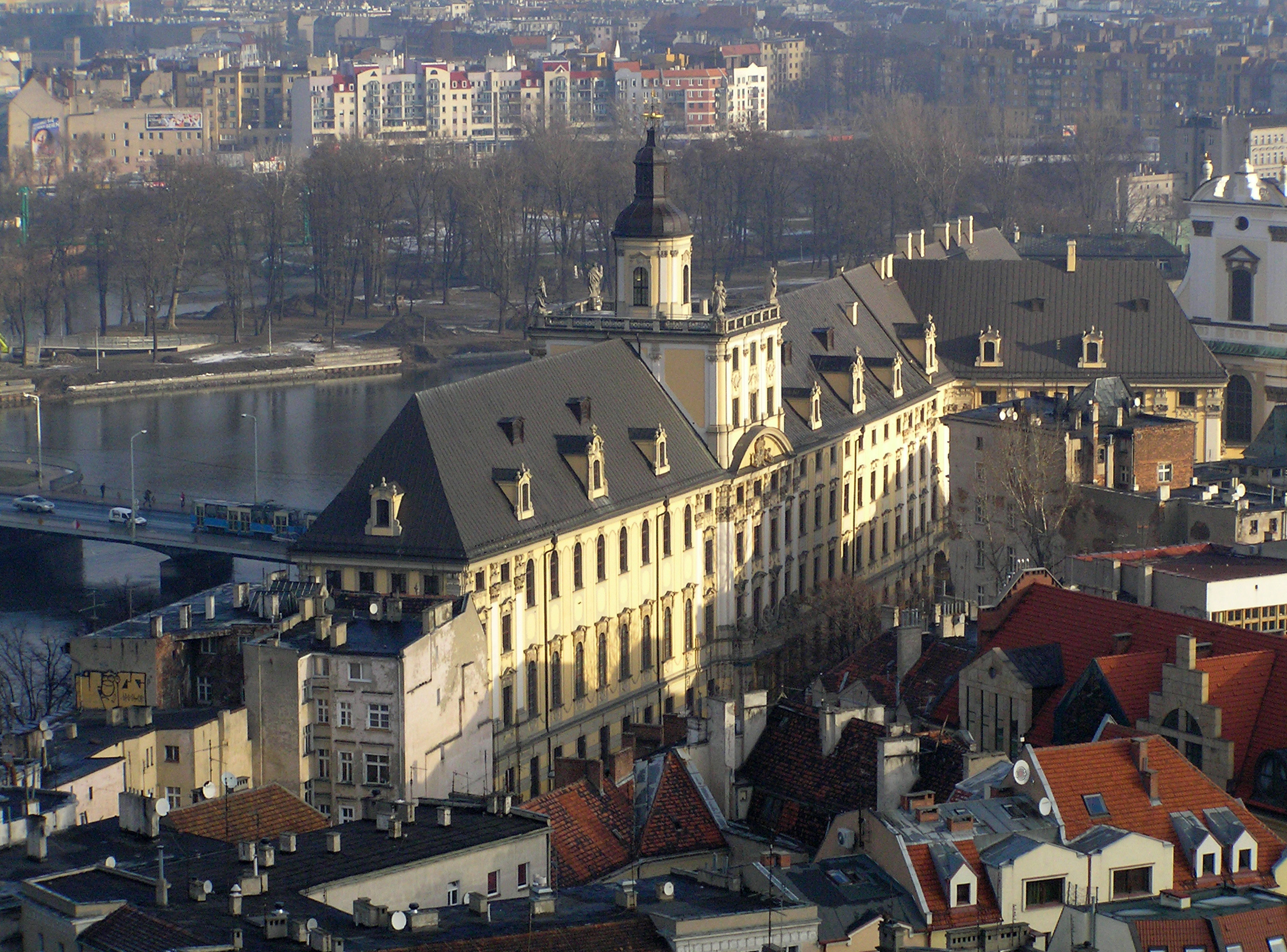
Veduta del complesso.

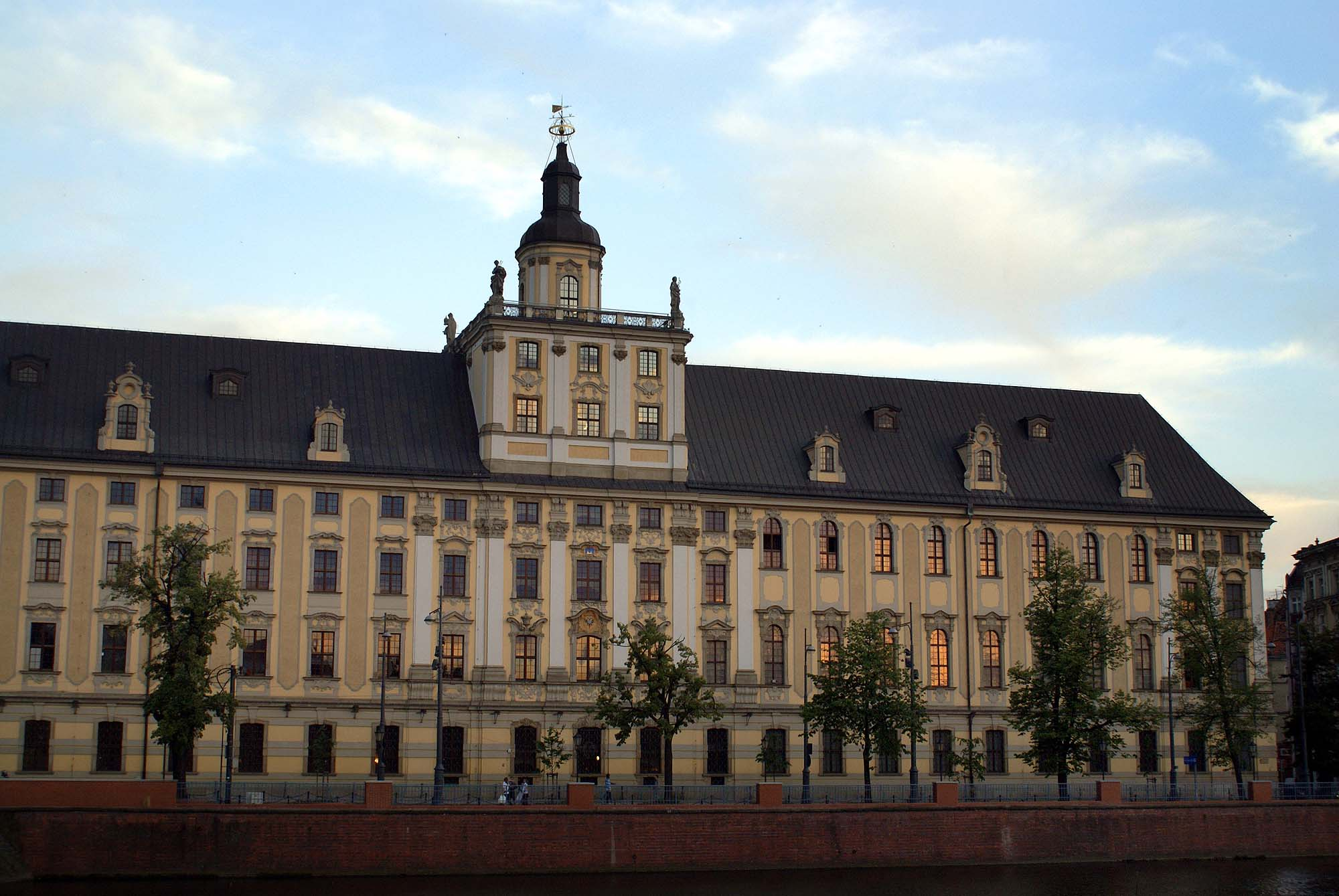
Il fronte verso l'Oder.

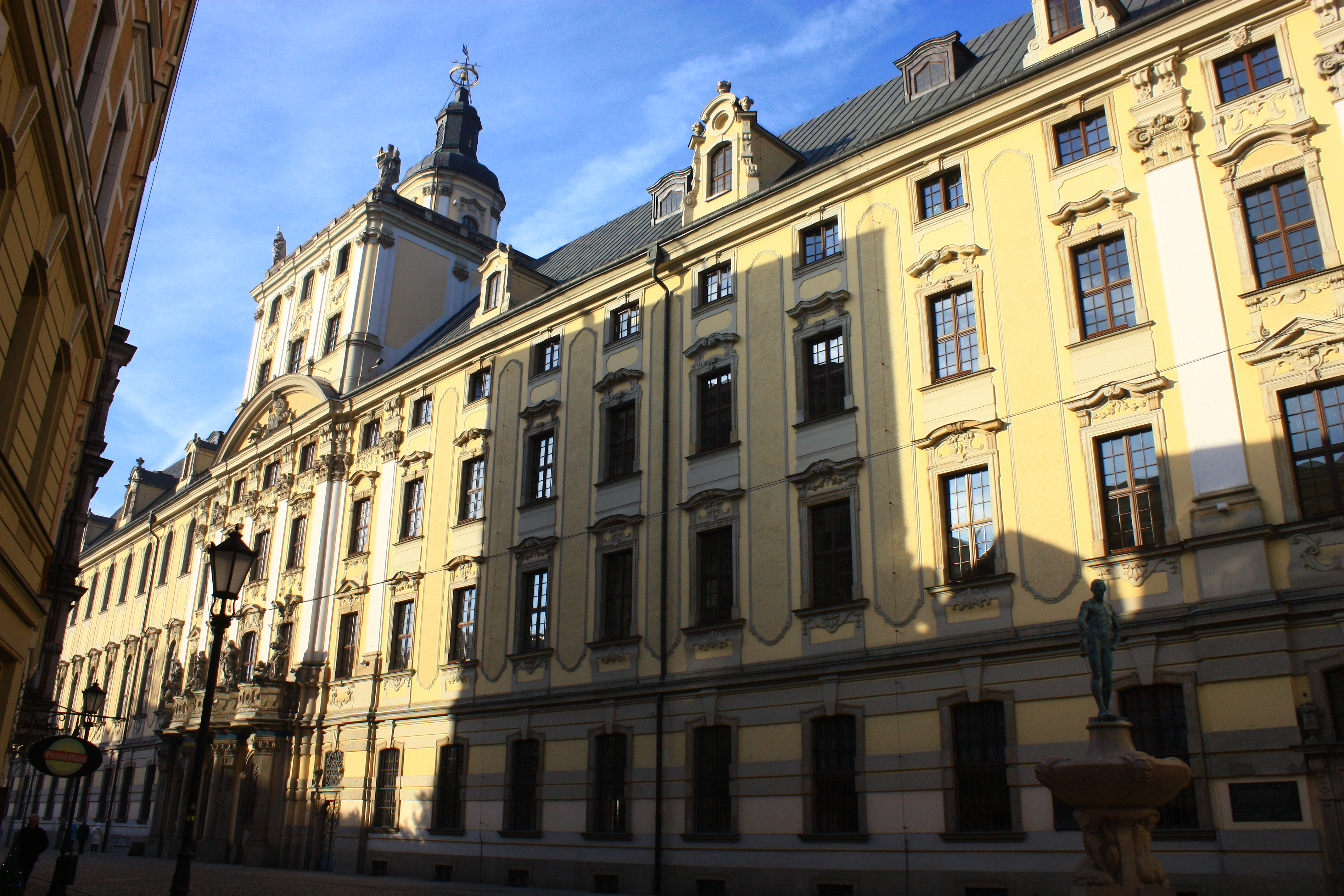
La facciata principale.

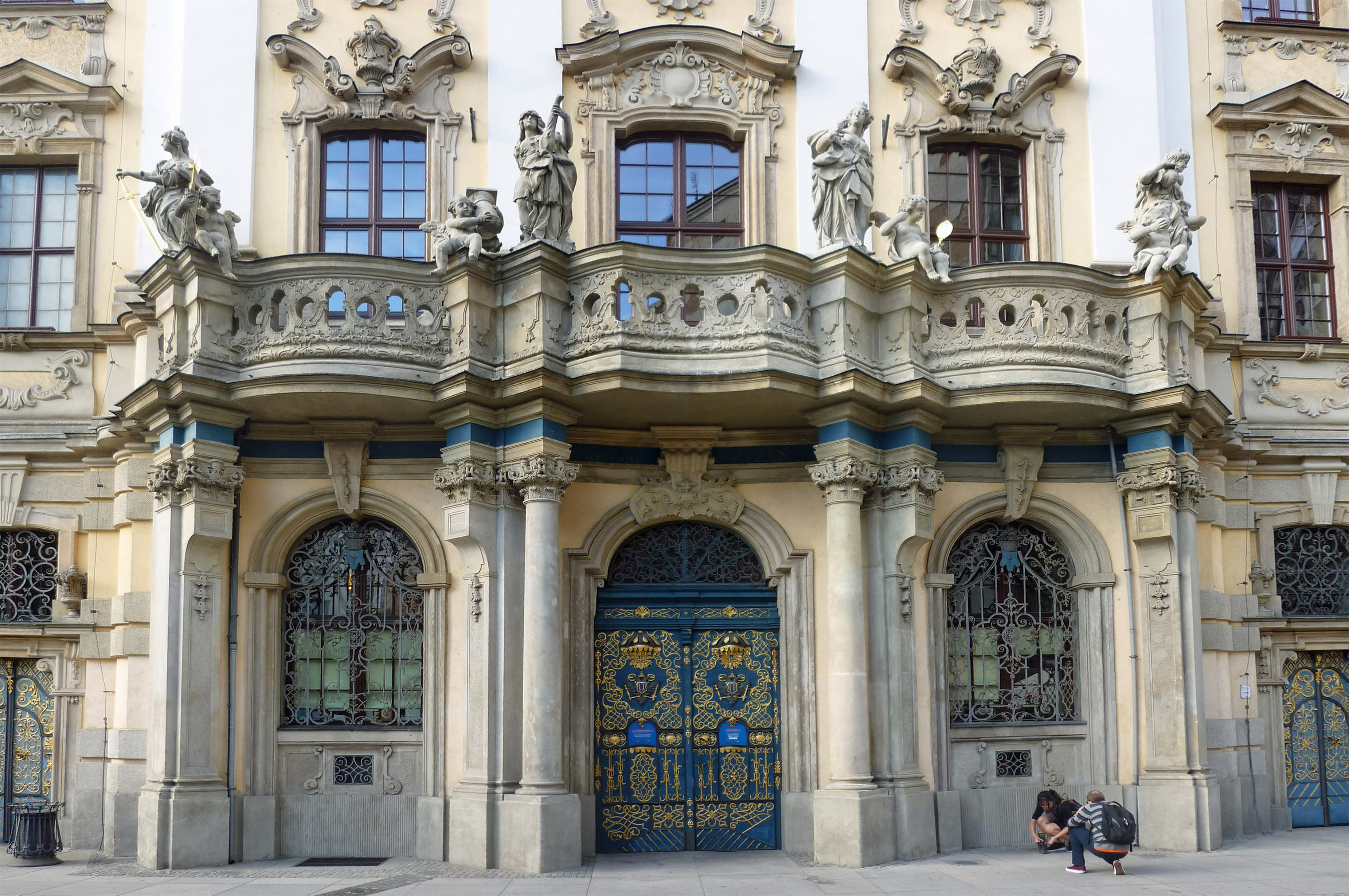
Il portale d'accesso.

Già il 20 luglio del 1505 il re di Boemia e d'Ungheria Ladislao II emette a Buda, un primo documento per la fondazione dell'Università di Breslavia. Tuttavia questo documento non venne confermato da papa Giulio II a seguito della protesta nata all'Università Jagellonica di Cracovia, e il progetto venne accantonato.
Il Castello dei Piast, che sorgeva in quest'area, venne donato nel 1659 da Leopoldo I d'Asburgo ai Gesuiti, arrivati in città dopo la Guerra dei trent'anni (1618-1648). Ma la fondazione dell'Accademia fu ostacolata dal consiglio cittadino Luterano.
Breslavia era parte, all'epoca, di una delle più ricche province dell'Impero Asburgico. Finalmente con la Bolla Aurea del 21 ottobre 1702, emessa dall'imperatore Leopoldo I d'Asburgo, viene ufficialmente fondata l'Accademia Gesuitica Leopoldina, con tutti i privilegi pari alle altre università europee. Ufficialmente inaugurata il 15 novembre 1702 era la prima università nel Voivodato di Slesia e prevedeva inizialmente solo due facoltà: teologia e filosofia.
Il progetto per il nuovo, grande, cantiere che doveva contenere il monastero, una Scuola superiore e l'Università, venne affidato a Domenico Martinelli che previde un lungo fronte barocco di 200 metri sulla'Oder ritmato da tre torri. 
La prima pietra venne posta il 6 dicembre 1728, ma con i danni causati dalle numerose inondazioni del fiume Oder rallentarono notevolmente il cantiere. Inoltre lo scoppio della Guerra di successione austriaca eliminò definitivamente ogni possibilità di ripresa dei lavori. Così il disegno originale non venne rispettato, e fu realizzato per circa due terzi.
La struttura dell'ala ovest era completata nel 1730 e l'ala orientale e la Torre di Matematica vennero costruite tra il 1734 e il 1737. Nel 1737 si completò il collegamento tra l'università e la chiesa universitaria. I lavori di  decorazione degli interni vennero iniziati nel 1732 e continuarono fino al 1739. Dapprima si iniziò a decorare l'ala occidentale, più fastosa, sede di rappresentanza e dell'Aula Magna dell'università. Mentre l'interno dell'ala orientale, molto più modesto, e destinato a scopi monastici, rimase in gran parte incompiuto. Nel 1742 il cantiere venne chiuso.
Nel 1776 i Gesuiti vennero cacciati dalla città e l'Accademia Leopoldina passò sotto la supervisione dello Stato prussiano.
Nell'aprile del 1811 Federico Guglielmo III di Prussia incorporò a Breslavia l'Università Viadrina di Francoforte sull'Oder, in difficoltà a seguita della creazione della nuova Università Humboldt di Berlino. Così il 3 agosto 1811, la combinazione delle due università diede luce alla nuova Universitas Litterarum Vratislaviensis, con cinque facoltà di teologia cattolica, la teologia evangelica, diritto, medicina e filosofia. Nel 1841 Federico Guglielmo IV di Prussia, aggiunse la facoltà di Lingue e letterature slave "per dare agli studenti polacchi l'opportunità di migliorare il nativo discorso".
Il 24 agosto 1945, tramite un decreto del Consiglio dei Ministri e del Presidium del Consiglio Nazionale trasformò l'università tedesca di Breslavia (Università e Politecnico) nell'università statale polacca e centro di ricerca. Questa è la creazione effettiva della corrente Università polacca di Breslavia.

## Descrizione

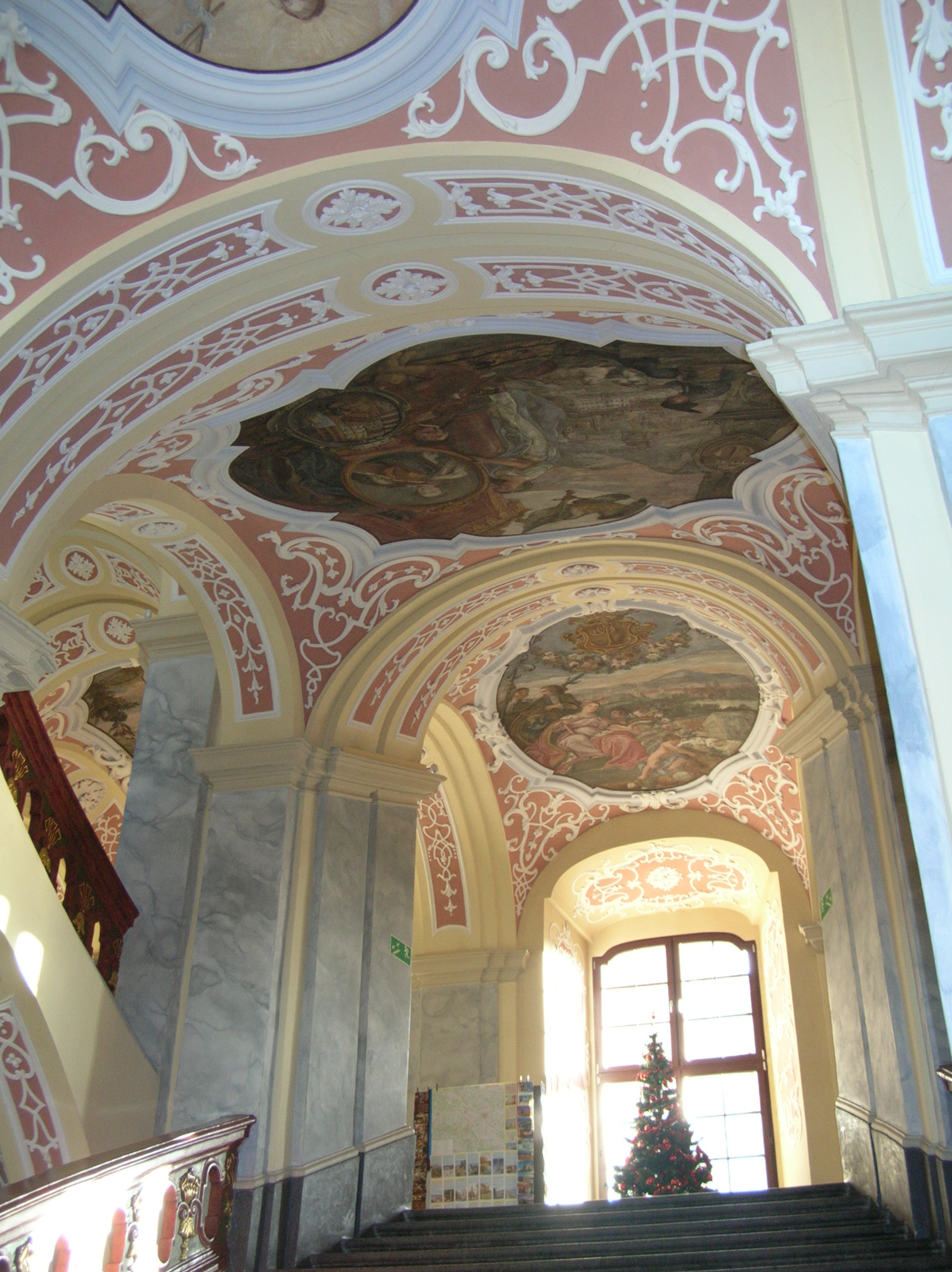
Lo scalone.

Il grande complesso, comprendente  la Chiesa gesuitica del Santo Nome di Gesù, si sviluppa stretto e allungato fra la Piazza dell'università e la Gradzka, che costeggia il fiume Oder. Presenta due facciate gemelle tardo-barocche a due ordini di grandi finestre con ricchi timpani rococò, incentrate sulla Torre di Matematica che prende la larghezza di tutto l'edificio. il fronte verso il lato fiume è più lineare, mentre quello sulla piazza retrostante è più movimentato, con corpo centrale leggermente aggettante, coronato da timpano rotondo. Sulla facciata della piazza è l'entrata principale, marcata dal portale monumentale sormontata da balcone con statue. Le statue femminili rappresentanti le Quattro stagioni, sono opera di Franz Joseph Mangold, mentre i quattro putti simboleggiano le Virtù cardinali e sono opera di Johann Albrecht Siegwitz.
All'interno uno scalone monumentale, ricco di stucchi colorati, porta ai piani e alle sontuose sale interne.

### Aula Leopoldina

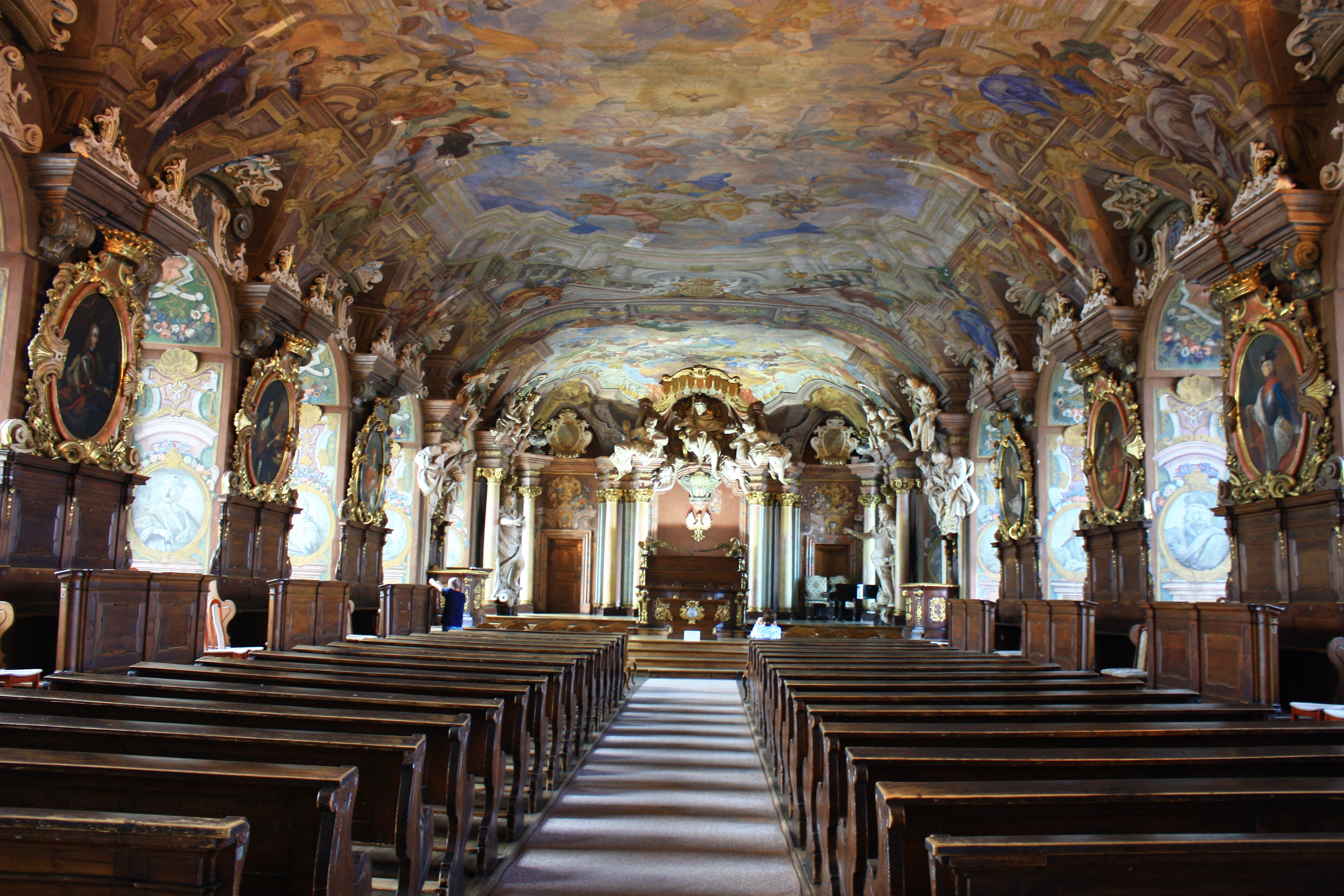
L'Aula Leopoldina.

Nell'ala occidentale sorge l'Aula Leopoldina, interamente affrescata, costruita tra il 1731-1732 dal boemo Franz Joseph Mangold. Costituisce il più grande interno barocco di tutta la Polonia e l'unico interno perfettamente conservato dell'antica Accademia Gesuitica.

### Oratorium Marianum

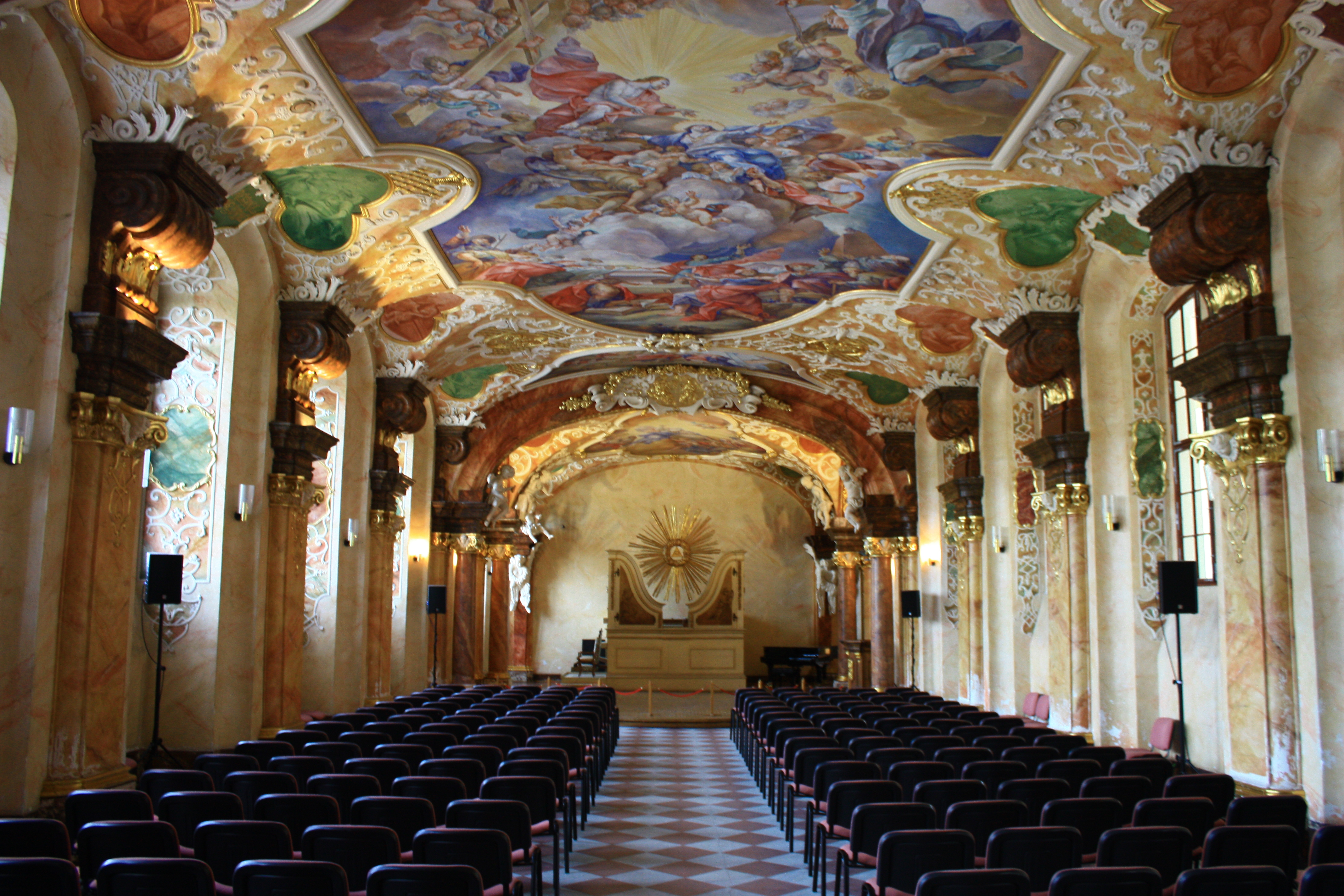
LOratorium Marianum.

Nell'ala ovest si trova il fastoso oratorio, ora sala di musica, realizzato fra il 1728 e il 1731 su disegno di Johannes Petner, poi succeduto da Joseph Frisch. Gli affreschi sono di Johann Christoph Handke.

### Chiesa universitaria

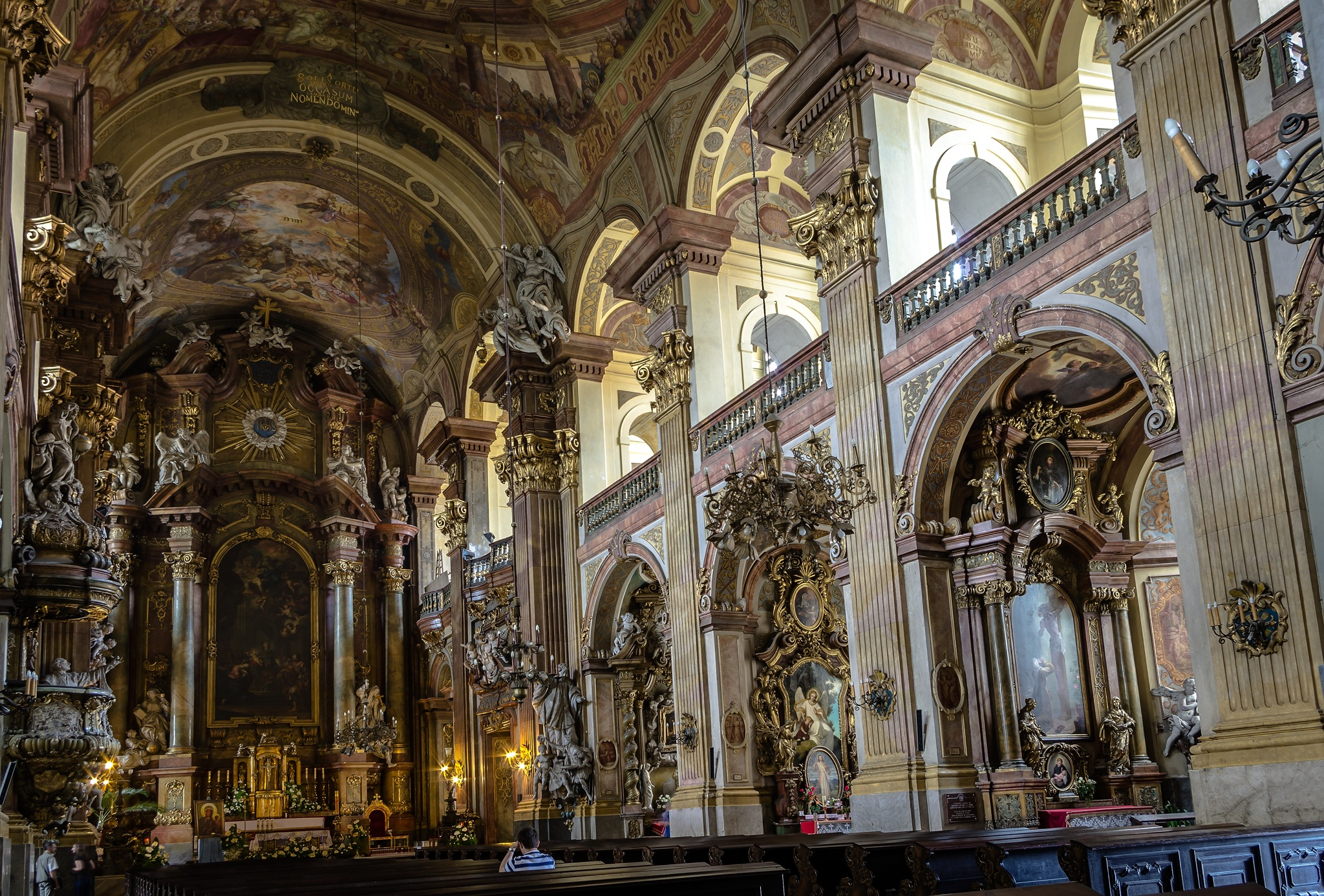
La Chiesa universitaria.

La chiesa, dedicata al Santo Nome di Gesù, è un edificio barocco che sorge accanto all'Università e ne costituiva la chiesa gesuitica collegiale. Venne eretta fra il 1689 e il 1698, ricchissimo si presenta l'interno, con gli affreschi prospettici realizzati nel 1703-06 del grande Johann Michael Rottmayr.